# Giovanni di Bicci de' Medici
Giovanni di Bicci de' Medici (kolem 1360 – únor 1429) byl italský bankéř a člen rodu Medicejů. Roku 1397 založil Medicejskou banku tím, že svou bankovní činnost oddělil od podnikání svého synovce Averarda zvaného Bicci a přesunul se do Florencie. Tím založil bohatství a moc florentských Medicejů, kteří se díky své bance brzy stali jednou z nejbohatších rodin Evropy.

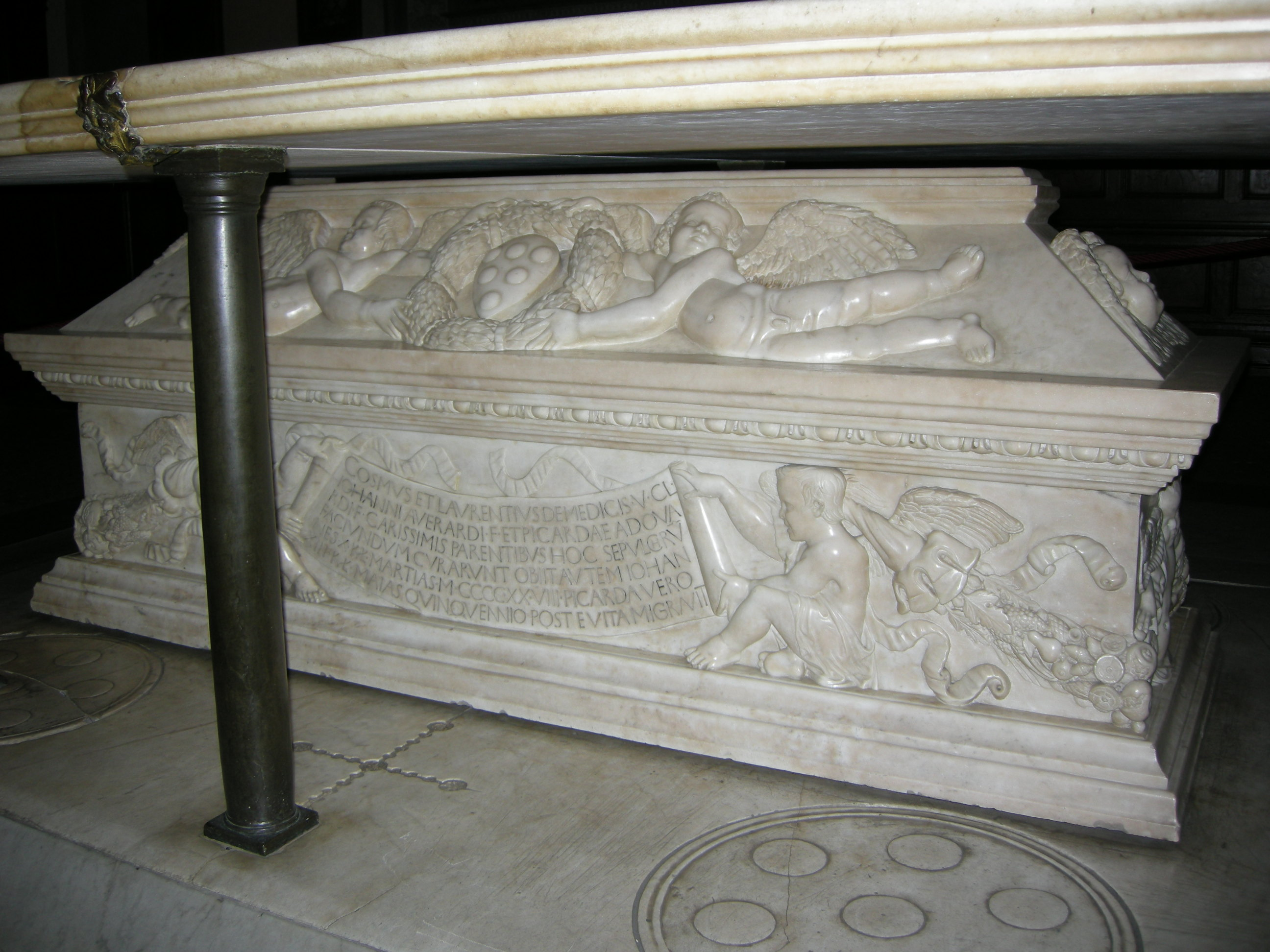
Andrea Cavalcanti: Náhrobní tumba Giovanniho di Bicci a jeho manželky ve staré sakristii chrámu San Lorenzo

## Rodina
Se svou manželkou Piccardou Bueri (1368-1433) měl syny Cosima Starého Medicejského (1389-1464), „Otce vlasti“ a Lorenza di Giovanni de' Medici, zvaného Starší (1395–1440).
Giovanniho pravnukem byl Lorenzo I. Medicejský řečený Nádherný.
Manželé byli jako první pohřbeni do rodinné hrobky Medicejských ve staré sakristii florentského chrámu San Lorenzo, který na objednávku Cosima Starého přestavěl architekt Filippo Brunelleschi do renesanční podoby.